# Philippa Fawcett
Philippa Garrett Fawcett (Brighton, 4 d'abril de 1868 - Londres, 10 de juny de 1948) fou una matemàtica i educadora anglesa.

## Família
Era filla de la sufragista Millicent Fawcett i de Henry Fawcett MP, professor d'economia política a Cambridge i Postmaster General al govern de Gladstone. La seva tia era Elizabeth Garrett Anderson, la primera metgessa anglesa.

## Educació
Philippa Fawcett va ser educada al Newnham College de Cambridge, que havia estat cofundat per la seva mare. El 1890 Fawcett va esdevenir la primera dona a obtenir la puntuació més alta als exàmens Mathematical Tripos de la Universitat de Cambridge. Els resultats es publicaven per totes bandes i els que estaven als llocs superiors de la llista eren molt aclamats. La seva puntuació va ser un 13 per cent superior a la segona puntuació més alta (la de Geoffrey Thomas Bennett), però no va rebre el títol de senior wrangler, ja que només s'hi classificaven els homes, mentre que les dones es classificaven per separat. Les dones només tenien permès optar al Tripos des de 1881.
Venint del moviment sufragista de les dones, la fita de Fawcett va acaparar l'atenció de mitjans de comunicació de tot el món, esperonant la discussió sobre les capacitats i els drets de les dones.

## Carrera
A partir dels seus resultats en el Mathematical Tripos, va guanyar una beca a Cambridge per mitjà de la qual va poder centrar la seva recerca cap a la dinàmica de fluids. Entre els seus articles publicats hi ha: «Nota sobre el Moviment de Sòlids en un Líquid».
Posteriorment, va ser contractada com a professora universitària de matemàtiques al Newnham College de Cambridge, situació que va mantenir durant 10 anys. En aquest àmbit, les seves habilitats i prestigi com a professora van ser considerables.
Fawcett va deixar Cambridge el 1902, quan va ser contractada a l'Escola Normal de Johannesburg, Sud-àfrica, com a professora de mestres de matemàtiques, fins al 1905, muntant escoles a Sud-àfrica. Més tard, va retornar a Anglaterra per ocupar un càrrec a l'Ajuntament de Londres, a l'administració d'educació al London County Council on va obtenir un gran reconeixement gràcies a la seva feina en el desenvolupament d'escoles de secundària.
Philippa Fawcett va mantenir forts vincles amb el Newnham College durant tota la vida. L'Edifici Fawcett (1938) va ser anomenat així, com a reconeixement de la seva contribució i la de la seva família a la localitat de Newnham. Va morir el 10 de juny de 1948, dos mesos després del seu 80è aniversari, només un mes després que es confirmés l'assentiment reial que permetia atorgar a les dones el grau de BA de Cambridge.